# مصر للمقاصة والقيد والإيداع المركزي

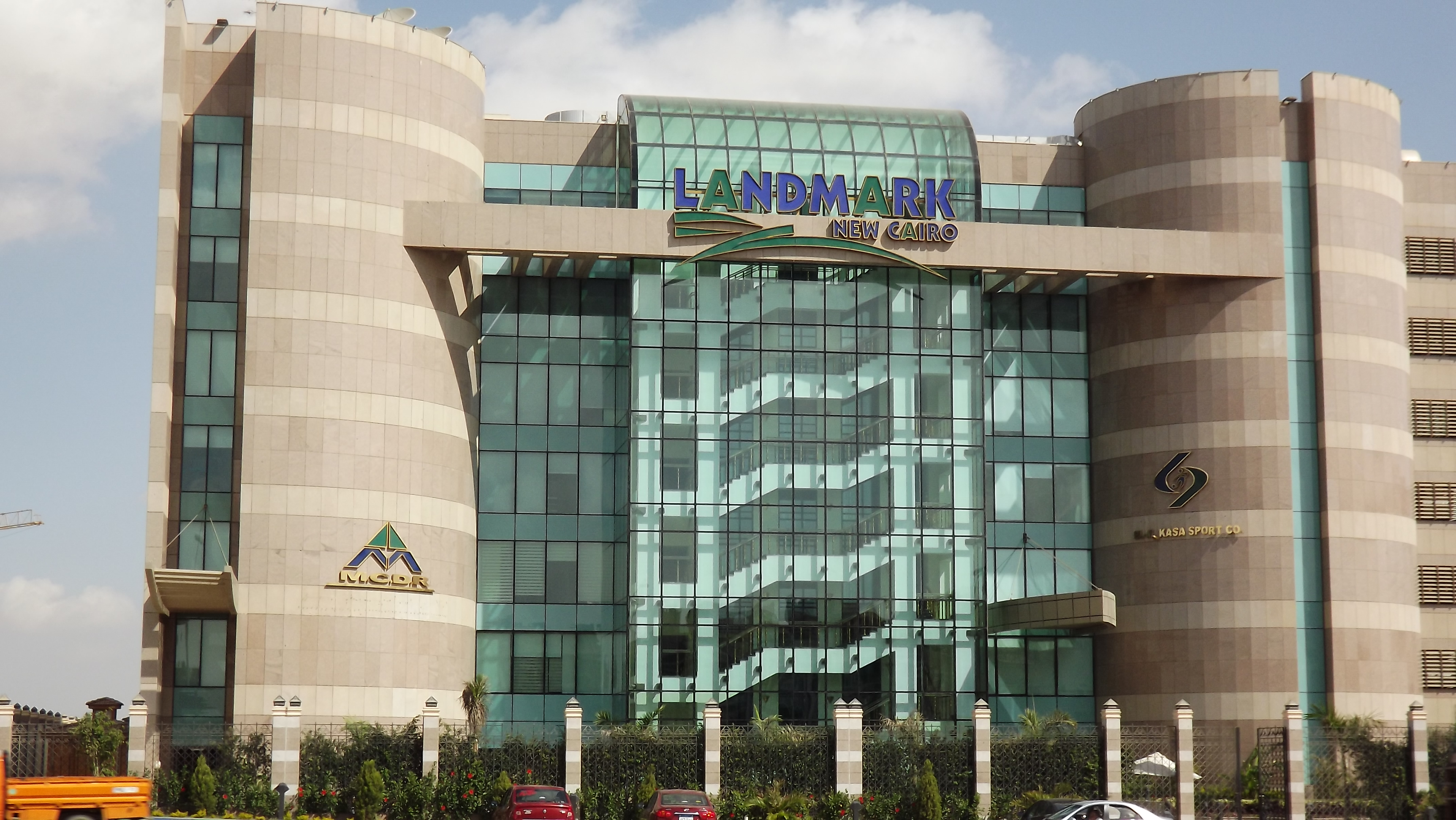
فرع الشركة في القاهرة الجديدة

مصر للمقاصة والقيد والإيداع المركزي (بالإنجليزية: Misr for Central Clearing, Depository and Registry)‏، الغرض الرئيسي من إنشاء الشركة هو القيام بنشاط المقاصة وتسوية المعاملات التي تتم على الأوراق المالية بالبورصة وتطبيق نظام الحيازة المركزية للأوراق المالية. وتعتبر الشركة هي المسئولة عن إتمام عمليات نقل الملكية الخاصة بعمليات البيع والشراء التي تتم في البورصة وأصبح نقل ملكية الأوراق المالية يتم على أساس مبدأ التسليم مقابل الدفع (DVP).
في أول 2005 قامت مصر للمقاصة بالربط الآلي بين بورصتي القاهرة والإسكندرية وشركات السمسرة وأمناء الحفظ المركزي وشركة مصر للمقاصة والتسوية وهيئة سوق المال.
و مصر للمقاصة تعد حارسا قضائيا علي أسهم وممتلكات الرئيس السابق حسني مبارك وعائلته بالبورصة طالما صدر قرار بتجميدها من النائب العام. كما قامت بإنشاء صندوق «صندوق مصر المستقبل» لدعم الاستثمار في البورصة لمواجهة الأثار المترتبة على ثورة 25 يناير. ويرأس الشركة الآن / محمد سليمان عبد السلام.

## المهام الرئيسية لشركة مصر للمقاصة والإيداع والقيد المركزي
1. إتمام عمليات المقاصة والتسوية لمعاملات الأوراق المالية بالسوق المصري وما يرتبط بذلك من خدمات.
2. تطبيق نظام الإيداع المركزي في مصر.
3. إنشاء نظام القيد المركزي.
4. إتمام تنفيذ العمليات المقررة علي الأوراق نيابة عن الجهات المصدرة.
5. إثبات حقوق الرهن علي الأوراق المالية المقيدة مركزيا.
6. إدارة صندوق لضمان إتمام التسويات المالية والورقية.
7. إدارة صندوق لتسليف الأوراق المالية.
8. مجموعة من الخدمات المساعدة.
9. العمل كواجهة للوسطاء العرب والأجانب في مصر.
10. تقديم خدمة أمناء الحفظ لبعض المؤسسات المالية.
11. تدريب العاملين بالسوق علي الأنظمة الجديدة والأنظمة المستحدثة.

## الأعضاء في شركــة مصــر للمقاصة والإيداع والقيد المركزي
- شركات الوساطة في الأوراق المالية الحاصلة علي ترخيص مزاولة النشاط من قبل الهيئة العامة لسوق المال.
- البنوك الحاصلة علي ترخيص مزاولة نشاط أمناء الحفظ من قبل الهيئة العامة لسوق المال.
- البنوك والمؤسسات المالية التي ترغب في الاشتراك والتي تزاول نشاط الوساطة في الأوراق المالية أو نشاط أمناء الحفظ أو أعضاء التسوية.

## صندوق ضمان التسويات
يعتبر صندوق ضمان التسويات وعاء يحتوي على جميع مساهمات الأعضاء المشتركين فيه (شركات الوساطة في الأوراق المالية والجهات الأخرى التي تتم التسوية على حساباتها الخاصة مباشرة ببنكي المقاصة) ومن هذه المساهمات يتكون رأس مال الصندوق طبقا لمعادلة محايدة على أساس حجم تشاط الأعضاء في سوق الأوراق المالية، خلال فترة محددة وهو يمثل تأمين يغطي مخاطر عدم سداد قيمة الأوراق المالية المشتراة أو عدم تسليم أو تحويل الأوراق المالية المباعة ويتم تعديل رأس مال الصندوق كل ثلاثة أشهر.

## رهن الأوراق المالية
يتم رهن الأسهم بناء على مستندات يقدمها الدائن والمرتهن الي شركة مصر للمقاصة تتضمن صورة من عقد الرهن وموافقة العميل المدين على الرهن وكذا بيان صلاحيات الدائن المرتهن على الاسهم المرهونة وعوائدها من ارباح اسهم مجانية.
تقوم مصر للمقاصة بعدة إجراءات للاستعلام والتأكد من وجود الرصيد المطلوب رهنه وكفايته لتنفيذ الرهن واحقية الدائن في الرهن وخطر البنك المرتهن وامين الحفظ الذي يدير رصيد الأسهم المرهونة سواء في حالة قيد الرهن أو رفعه أو بيع الأسهم المرهونة.

## صرف الأرباح
يتم صرف الارباح من خلال جميع افرع البنوك المنتشرة في مصر والمشتركة في هذه الخاصية مع شركة مصر للمقاصة ويتم الصرف للعميل اما نقدي أو تحويل الي حسابه. ويوجد إمكانية صرف ارباح الاسهم من خلال شركات امناء الحفظ إذا رغب العميل في ذلك.

## شراء وبيع الأوراق المالية في ذات الجلسة
تقوم مصر للمقاصة بتسوية العمليات المنفذة شراء وبيعا في نفس جلسة التداول لنفس العميل على نفس الورقة المالية من خلال نفس شركة السمسرة في نفس اليوم وسيتم تسوية باقي العمليات المنفذة والتي لم يتم بيعها في نفس الجلسة في تاريخ التسوية الخاص بيها.

## تسليف الأوراق المالية بغرض البيع
تسليف الاوراق المالية عبارة عن وعاء يحتوي على ارصدة الاوراق المالية المملوكة لبعض المستثمرين الراغبيين في تسليفها حيث يقوم النظام بتسليف العميل الراغب في اقتراض اسهم بغرض البيع من خلال شركة السمسرة أو امين الحفظ وذلك لتفعيل عمليات البيع على المكشوف (short sell).

## صندوق حماية المستثمر
يضم الصندوق في عضويته جميع الشركات المرخص لها مزاولة أحد الأنشطة العاملة في مجال الأوراق المالية وهي الوساطة في الأوراق المالية، تكوين وإدارة محافظ الأوراق المالية والوساطة في السندات، أمناء الحفظ، المقاصة والتسوية والإيداع المركزي.
يلتزم صندوق حماية المستثمر بتغطية الخسائر المالية لعملاء الأعضاء ضد المخاطر غير التجارية الواقعة في نطاق حماية الصندوق والتي قد تؤدي إلى اختفاء العضو من سوق المال وهي:
- الإفلاس أو التعثر.
- اخلال العضو بالتعاقد المبرم أو ممثله القانوني أو القائم بالإدارة الفعلية أو أحد من العاملين لديه.
- اخلال العضو أو أي من العاملين لديه بالواجب المهني.

لا يلتزم الصندوق بتغطية كافة المخاطر التجارية الناتجة عن ارتفاع وانخفاض الأسعار بالبورصة أو الخسارة المترتبة على قرار استثماري خاطئ من المستثمر، كما لا يلتزم الصندوق بالتعويض عن المخاطر المترتبة على التعامل في الاوراق مالية غير مقيدة في بجدول البورصة. وفي حالة تعرض المستثمر لاحدى الممارسات الخاطئة من قبل إحدى الشركات الأعضاء عليه التوجه بشكوى لصندوق حماية المستثمر خلال ثلاثين يوم من اكتشافه الواقعة محل المخالفة.

## المقاصة سبورت أول شركة مساهمة تدير نادي
وافقت هيئة الاستثمار علي إنشاء مصر للمقاصة لشركة جديدة باسم المقاصة سبورت. وذلك برأس مال81 مليون جنيه نشاطها إدارة نادي مصر للمقاصة والذي يلعب في الدوري الممتاز وتتولي تطويره والتسويق له وإدارة جميع الانشطة الخاصة بهذا النادي وكذلك ايجاد الموارد المناسبة له.

## التعاون بين مصر للمقاصة وسوق الاوراق المالية الليبي
في عام 2007 تم توقيع عقد اتفاق بين شركة مصر للمقاصة وبين الجانب الليبي علي ان تقوم الشركة بتقديم المعاونة والدعم التقني لإنشاء سوق الأوراق المالية الليبي وفقا لاحدث التقنيات العالمية. وقامت شركة النيل لتكنولوجيا ونشر المعلومات هي شركة وليدة تساهم فيها شركة مصر للمقاصة بنسبة 60% وبمساهمات من البنك الأهلي المصري والهند والإمارات وقد فازت بالمناقصة العالمية التي طرحتها سوق الاوراق المالية الليبية بتوريد وتركيب منظومة للتداول في بورصة الاوراق المالية الليبية ومنظومة لاعمال المقاصة والتسوية والإيداع المركزي.

## احداث مهمة في تاريخ الشركة
| التاريخ     | الحدث |
| ----------- | --- |
| أغسطس 1994  | •صدور قرار الهيئة العامة لسوق المال بتأسيس شركة مصر للمقاصة |
| أكتوبر 1996 | •بدء الشركة في مزاولة عملها |
| أغسطس 1997  | •انتقال إدارة المقاصة والتسوية من الدور السفلى بالبورصة إلى مقر الشركة في 1 شارع سكة الفضل –الشوربجي |
| مايو 1998   | •تطبيق النظام الخاص بإثبات حقوق رهن الأوراق المالية في سجلات المساهمين لدى شركة مصر للمقاصة. •افتتاح فرع الشركة بالإسكندرية. |
| أكتوبر 1998 | •وضع قواعد وإدارة آلية لتوزيع أرباح كوبونات الأوراق المالية المحفوظة مركزياً بالاشتراك مع بعض البنوك من خلال منافذ الصرف لدى هذه البنوك |
| مارس 1999   | •ربط الشركة آلياً بجميع شركات إدارة سجلات الأوراق المالية من خلال نظاماً جديداً يحل محل النظام الفرنسي الذي كان يعتمد على قيام كل شركة من شركات إدارة السجلات بالعمل على قاعدة بيانات منفصلة، يعتمد النظام الجديد على العمل على قاعدة بيانات واحدة ولا يرى كل طرف سوى ما يخص عملائه من معلومات. •صدور قرار رقم 117 لسنة 1999 من مجلس إدارة الهيئة العامة لسوق المال بإنشاء صندوق لضمان تسوية المعاملات الناتجة عن عمليات التداول التي تتم بالبورصة في مواعيدها المحددة دون حدوث أى تأخير. |
| يناير 2000  | •بدء النشاط الفعلى لصندوق ضمان التسويات في خدمة سوق المال المصري |
| يوليو 2000  | •افتتاح فرع الشركة في 70 شارع الجمهورية – القاهرة •صدور قانون الإيداع والقيد المركزي رقم 93 لسنة 2000 |
| نوفمبر 2000 | •تطبيق نظام لخدمة المستثمر الأجنبي وهو تحويل قيمة العمليات المنفذة بالعملة الأجنبية لحساب البنك الحافظ الخاص بالعميل الأجنبي الذي يرغب في تحويلها للخارج. |
| يناير 2002  | •استلام شركة مصر للمقاصة أرصدة الأوراق المالية الخاصة بعملاء شركات إدارة السجلات، بهدف إدارتها كمرحلة انتقالية لحين استبدال النظام بنظام أمناء الحفظ طبقاً لمقتضيات القانون 93 لسنة 2000. |
| مايو 2002   | •تقييم مؤسسة جى بى مورجان تشيس الأمريكية العالمية للشركة ضمن أفضل خمس شركات عالمية للإيداع المركزي على مستوى العالم. |
| أكتوبر 2002 | •حصول الشركة على جائزة النجم الذهبي في الجودة الشاملة من مؤسسة BID العالمية بسويسرا |
| مارس 2003   | •الحصول علي ترخيص من قبل الهيئة العامة لسوق المال للقيام بإجراءات توفيق أوضاع الشركة طبقا لمقتضيات قانون الإيداع والقيد المركزي وإعادة هيكلتها لاستيعاب كافة الأعضاء بها. |
| مايو 2003   | •تطوير نظام التسوية ليتمكن من تسوية عمليات التداول في أربع توقيتات مختلفة تبدأ من اليوم التالى للتداول (T+1) وحتى اليوم الرابع للتداول (T+4) •تقديم خدمات الاستعلام للمستثمرين عن محافظ أوراقهم المالية وعمليات البيع والشراء الخاصة بهم من خلال عدة بدائل (الإنترنت-البريد إلكتروني –البريد المسجل –الفاكس-التليفون المحمول-الخدمة الصوتية)). |
| يونيو 2004  | •اختيار القرية الذكية بالقاهرة مقراً للبورصة العربية وتكليف شركة مصر للمقاصة والتسوية والحفظ المركزى بإتمام عمليات المقاصة والتسوية للعمليات التي تتم بالبورصة العربية، واختيار المجموعة المالية –هيرمس القابضة –كبنك استثمار لتقديم الاستشارات المالية للبورصة العربية |
| أكتوبر 2004 | •إنشاء صندوق لتأمين المتعاملين في الأوراق المالية من المخاطر غير التجارية الناشئة عن أنشطة الشركات العاملة في مجال الأوراق المالية. |
| ديسمبر 2004 | •تسليم شركة مصر للمقاصة أرصدة الأوراق المالية الخاصة بعملاء شركات إدارة السجلات (سابقاً)، إلى البنوك التي حصلت على ترخيص الهيئة العامة لسوق المال لممارسة نشاط أمناء الحفظ. |
| يناير 2005  | •نقل نظام إصدار الكود الدولي للأوراق المالية المصرية (Isin Code) من الهيئة العامة لسوق لمال إلى شركة مصر للمقاصة، ويتم بهدف التعامل من خلال هذا الكود محلياً ودولياً مما يسهم في زيادة نسبة مساهمة المستثمرين الأجانب بالسوق المصري من خلال تمكنهم من معرفة كافة المعلومات المتاحة عن الأوراق المالية المصرية من خلال الكود الدولي الخاص بها، طبقاً للمعايير الدولية في التكويد. |
| مارس 2005   | •ربط نظام التداول بالبورصة بنظام المقاصة والتسوية لدى شركة مصر للمقاصة وأمناء الحفظ وشركات الوساطة في الأوراق المالية. |
| إبريل 2005  | •تأسيس منظمة لمؤسسات الإيداع في الدول الإفريقية والشرق أوسطية AMEDA •اختيار مصر رئيسا لمنظمة ً الأميدا والأردن نائباً. •تطوير برنامج الحجز الآلي لدى شركات الوساطة بما يتيح لهذه الشركات طباعة جميع التقارير التي يحتاجونها من مقارهم مباشرةً. |
| يونيو 2005  | •الانتهاء من تصميم نظام التداول الآلي للبورصة العربية. |
| يوليه 2005  | •تصميم البرامج الآلية لنظام الشراء بالهامش (Margin Trade) •تصميم النظام المستندى والآلي للمقاصة والتسوية بالبورصة العربية |
| أكتوبر 2005 | •تصميم النظام الآلي وقواعد العمل لنظام البيع والشراء في ذات جلسة التــداول (Same Day Trade) |
| نوفمبر 2005 | •تعديل اسم الشركة لتصبح شركة مصر للمقاصة والإيداع والقيد المركــــزي (MCDR)بدلاً من شركة مصر للمقاصة والتسوية والحفظ المركزي (MCSD) •انتخاب السيد الأستاذ / محمد سليمان عبد السلام رئيساً لمجلس إدارة الشركة وعضواً منتدباً لها. |
| فبراير-2006 | • حصلت الشركة على جائزة القوس الأوروبي للجودة والتكنولوجيا من مؤسسة B I D العالمية للتقييم، وقد تسلم السيد رئيس مجلس الإدارة هذه الجائزة في احتفال أقيم بهذه المناسبة في مدينة فرانكفورت بألمانيا بتاريخ 26، 27 فبراير 2006. • العمل في مشروع التوقيع الإلكتروني وتركيب وتشغيل النظم والحواسب المركزية الخاصة بالمشروع. |
| يونيو-2006  | • الانتهاء من النظام الآلي اللازم لعمل مديري الاستثمار وتشغيله وتدريب شركات الوساطة الحاصلة على ترخيص من الهيئة العامة لسوق المال عليه. |
| يوليو-2006  | • الانتهاء من جميع النظم الآلية والمستندية اللازمة لعمل صندوق حماية المستثمر. • توقيع اتفاقية التعاون بين الجانب الليبي وسوق المال المصري ممثلاً في شركة مصر للمقاصة والإيداع والقيد المركزي، لإنشاء سوق أوراق مالية ليبي متكامل يتضمن نشاط الهيئة والبورصة والإيداع المركزي. • حصول الشركة على الترخيص رقم (1) لمزاولة نشاط التوقيع الإلكتروني بما في ذلك إصدار بطاقات التوقيع الإلكتروني وشهادات التصديق الإلكتروني                                                                   |
| أغسطس-2006  | • مد خطوط ربط آلي بين بنوك المقاصة وشركة الإيداع مما أتاح للشركة الإطلاع على الأرصدة النقدية وأرصدة حسابات التسوية لشركات الوساطة المسجلة من قبل البنوك. |
| نوفمبر-2006 | • تشغيل نظام الـ FIX للعمل مع شركات الوساطة في عملية حجز الأوراق المالية للبيع. |
| ديسمبر 2006 | • إعادة تقييم مخاطر الشركة من قبل مؤسسة Thomas Murray وانخفاض معدل مخاطر الشركة من مستوى (B) إلى مستوى (A-). |
| يناير 2007  | تأسيس" شركة النيل لتكنولوجيا ونشر المعلومات " المتخصصة في تصميم البرامج التى تخدم أسواق المال المصري والمؤسسات المالية الأخرى. |
| فبراير 2007 | الاشتراك في الملتقى السنوي الأول لأسواق رأس المال تحت عنوان " تكامل أسواق رأس المال العربية- الآفاق والتحديات" في مسقط بسلطنة عمان |
| أكتوبر 2007 | •ارتفاع درجة التقييم لشركة مصر للمقاصة والإيداع والقيد المركزي من –A إلى ِA من خلال تقييم مؤسسة Thomas Murray نتيجة لانخفاض مخاطر التسوية |
| نوفمبر 2007 | •حصلت الشركة على جائزة النجمة الماسية الدولية لجودة تكنولوجيا المعلومات من مؤسسة BID العالمية للتقييم تتويجاً لجهودها في الالتزام بالمعايير العالمية في الجودة في تقديم خدماتها • بدء العمل في المبنى الإداري للشركة بالقاهرة الجديدة. |
| ديسمبر 2007 | •فتح حساب باسم الشركة – أوراق مالية ونقدية - لدى المؤسسة الدولية للإيداع المركزي للأوراق الماليـــة (Clearstream) |
| مارس 2008   | •ربط سوق المال الليبي بشركة مصر للمقاصة لتسهيل عمليات الدعم الفنى والصيانة من مقر الشركة بالقاهرة. |
| أبريل 2008  | •تشغيل فرع الشركة بمصر الجديدة وإمدادة بالأجهزة والمعدات والشبكة اللازمة وتجربتها وتشغيلها. |
| يونية 2008  | •صدور قرار وزير الأستثمار رقم 129 لسنة 2008 بشأن مقابل الخدمات التي تقدمها شركة مصر للمقاصة والإيداع والقيد المركزى للأوراق المالية. |
| يوليو 2008  | •حصول الشركة على تقييم بدرجة Aمن قبل شركة توماس موراي (شركة تقييم عالمية متخصصة في تقييم الشركات العاملة في سوق الأوراق المالية وتحديداً شركات الايداع المركزي) |
| فبراير 2009 | •حصول الشركة الشهادة العالمية ISO/IEC 27001: 2005 عن نظام تأمين وحماية المعلومات من شركة BSI العالمية •الربط الآلى والمساهمة مع مجموعة الLink Up Market |
| أبريل 2009  | • عقد اجتماع أول منتدى تعليمى لأعضاء منظمة مؤسسات الإيداع المركزى لدول أفريقيا والشرق الأوسط – (الأميدا) وذلك في الفترة من 27/29 أبريل بمدينة الأسكندرية وبحضور ممثلين عن 21 دولة. |
| سبتمبر2009  | • الانتهاء من النظم الخاصة بنشاط بنوك الايداع وتجربته وتشغيل النشاط • الترخيص للشركة من الهيئة العامة للرقابة المالية لمزاولة نشاط بنوك الايداع وبدء التشغيل بإصدار وإلغاء شهادات ايداع مصرية للأوراق المالية الأجنبية للتداول بالسوق المصري. |
| نوفمبر 2009 | • تصنيف مخاطر الشركة من مؤسسة توماس موراى العالمية على درجة (A+) |
| ديسمبر 2009 | • البدء في ممارسة نشاط الايداع من خلال قيد وتداول أول شهادات إيداع في السوق المصري • الانتهاء من إعداد وتجربة النظم الآلية ودورة العمل الخاصة بصناديق المؤشر • تمكين الشركات المصدرة من استخراج سجل مساهميها من مقرها مباشرةً دون الحاجة إلى الحضور إلى مقر شركة المقاصة، وذلك من خلال شبكة المعلومات الدولية. |

## انظرأيضا
- علي نجم
- سوق الأوراق المالية
- اتحاد البورصات العربية
- البورصة المصرية
- بورصة القاهرة | بورصة الأسكندرية
- بورصة النيل
- مصر المقاصة (نادي)
- سهم (اقتصاد)
- وسيط سندات

## وصلات خارجية
- شركة مصر للمقاصة والقيد والإيداع المركزي
- شركة النيل لتكنولوجيا المعلومات
- الهيئة العامة للرقابة المالية
- مصر للمقاصة.. وخطوة للعالمية إستراتيجية شاملة للتطوير وإطار تشريعي جديد, جريدة الهرام، في 27 أكتوبر 2002
- رئيس البورصة الجديد في حوار شامل لـ الأهرام, جريدة الأهرام، في 28 أغسطس	2004
- The Africa & Middle East Depositories Association